# 世界革命論
世界革命論（せかいかくめいろん、World Revolution）は、共産主義運動における革命理論の一つで、革命を一国規模でなく、国際的・世界的な同時遂行との形でとらえる思想である。
当初よりマルクス主義の概念では、世界規模の範囲で労働者階級による共産主義革命と資本主義の廃止が歴史的必然であるとした。そしてウラジーミル・レーニンはロシア革命を「世界革命の一環」と位置付けたが、結果的に他のヨーロッパ諸国では革命が発生しなかったり、ドイツ革命のように共産主義運動が失敗に終わった為、共産主義者の間で目指すべき共産主義革命の世界的規模が改めて議論となった。レフ・トロツキーは世界革命および永続革命を主張したが、ヨシフ・スターリンの一国社会主義論が優勢となった。しかし1960年代以降の新左翼やチェ・ゲバラの革命論は世界革命を主張する。

## 歴史

### 確立
1864年の第一インターナショナル（国際労働者協会）創設以後、世界の共産主義者たちは革命を世界全体規模で、少なくともヨーロッパ全体規模で行うことを考えていたが、1917年に当時後進資本主義国であったロシアにおいて革命が成功したため、革命の規模に関して再考が必要になった。そして主に2つの主張に集約された。
- 主にトロツキーによる主張。ドイツとの講和条約に見られたように、ロシア革命の影響をヨーロッパ先進国に直接与えようとした。
- 主にレーニンによる主張。資本主義の発展段階における、社会の矛盾を基礎に現実的な対応をしようとした。

### 衰退
このような内部対立をはらんではいたが、ボリシェヴィキ政権は全体として世界革命に期待を寄せていた。1919年に結成されたコミンテルンではその自信の表れか、「1920年には、世界的規模の大国際ソビエト共和国が誕生するだろう。」という宣言まで出した。だが1921年、ドイツ革命が失敗したことで、世界革命への展望は脆くも崩れ去った。そして1920年代には、ソビエト連邦共産党の方針は、スターリンの唱える「一国社会主義論」に取って代わられて、トロツキーも追放されてしまった。しかし、「世界革命なくして人類解放はなし得ない」という「論理」としての世界革命は否定されたが、労働者解放の推進という一種の「理想」として世界革命思想はスターリン政権下でも維持された。1929年時点においても、コミンテルン及び青年コミンテルンの究極目的は世界共産主義であるとされていた。その理想論も、第二次世界大戦における連合国の協調の必要から急速にトーンダウンし、フルシチョフによる「平和共存」の提唱によって公式に放棄された。その後はソビエト連邦による西側資本主義諸国との「平和共存」路線を批判する、先進国の左翼共産主義や新左翼の先進国革命論や、毛沢東の毛沢東思想、植民地解放闘争のE.ゲバラ（ゲバラ主義）の革命論などが、世界革命論の系譜を継承した。